# ДНК особистості
ДНК особистості (англ. The Road to Character by David Brooks) — книжка американського журналіста, викладача Єльського університету Девіда Брукса. Бестселер New York Times, одна з кращих книг року за версією The Economist. Вперше опублікована в 2015 році. В 2017 перекладена українською видавництвом «Наш формат».

## Огляд книги
«Я написав цю книгу сам не знаючи, чи зможу слідувати їй, але мені хотілось дізнатись яким є цей шлях до формування особистості та як іншим людям вдалось його пройти», — Девід Брукс.
Мудро, з гумором та цікавістю Девіду Бруксу вдалось відобразити рутину повсякденного життя в оригінальному світлі. У своїй книзі «Соціальна тварина» він акцентував увагу на дослідженні неврологічних зв'язків в мозку людини. У даній роботі автор зосередився на більш глибоких цінностях, які мають стати частиною нашого життя. Відповідно до культури «Великого Я», що націлена на зовнішній успіх, Брукс закликає нас відшукати золоту середину між «résumé virtues» — прагненням до досягнення багатства, слави та статусу, та «eulogy virtues» — моральними якостями, закладеними в основу нашого буття — доброта, чесність, вірність. На основі цього й будуються людські взаємовідносини.
Надихнувшись ідеями всесвітньо відомих мислителів та лідерів, Брукс намагається дослідити як шляхом внутрішньої боротьби та усвідомлення обмежень їм вдалось розвинути сильний дух та характер.  [Архівовано 8 липня 2021 у Wayback Machine.]
«ДНК особистості» — це книга, в якій поєднано елементи психології, політики, духовності та конфесійності, що допоможуть нам переосмислити свої життєві пріоритети та збагатити внутрішній світ з допомогою покірності, смиренності та високих моральних якостей.  [Архівовано 22 листопада 2018 у Wayback Machine.]
«Чесно кажучи, я написав цю книгу, щоб спасти свою душу», — Девід Брукс. 

## Переклад українською
- Брукс, Девід. ДНК особистості / пер. Ганна Елланська. К.: Наш Формат, 2017. — 376 с. — ISBN 978-617-7388-08-0